# ...Famous Last Words...
…Famous Last Words…, je osmé album progressive rockové kapely Supertramp, které vyšlo v říjnu 1982.
Album navazovalo na předchozí Breakfast in America, vydané v roce 1979 a bylo zároveň posledním s kytaristou, zpěvákem a klávesistou Rogerem Hodgsonem, jehož vztahy se zakládajícím členem kapely Rickem Daviesem se údajně staly napjatými.
…Famous Last Words… se umístilo na 5. pozici na Billboard Pop Albums Charts v roce 1982 a bylo oceněno Zlatou deskou za 500 000 prodaných kopií. Umístilo se také na 6. příčce ve Velké Británii, kde bylo rovněž oceněno Zlatou deskou za 100 000 prodaných kopií.
Remasterovaná CD verze alba byla vydána dne 30. července 2002 společností A&M Records. Remasterované CD vyšlo se všemi originálními kresbami a uměleckým coverem obsahujícím zelené nůžky na černém pozadí.

## Nahrávání
Album bylo nahráváno a mícháno hlavně v domě Rogera Hodgsona, v Unicorn Studios v Nevadě, protože nechtěl opustit svoji ženu, dvouletou dceru Heidi, a novorozeného syna Andrewa. Davies nahrál své vokální party ve svém domácím studiu The Backyard Studios v Encinu v Kalifornii. Ostatní části se nahrály v Bill Schnee Recording Studios v Los Angeles.

## Seznam skladeb

### První strana
1. „Crazy“ (Hodgson) – 4:44
  - Zpěv: Roger Hodgson
2. „ Put on Your Old Brown Shoes“ (Davies) – 4:22
  - Zpěv: Rick Davies
3. „It's Raining Again“ (Hodgson) – 4:24
  - Zpěv: Roger Hodgson
4. „Bonnie“ (Davies) – 5:37
  - Zpěv: Rick Davies
5. „Know Who You Are“ (Hodgson) – 4:59
  - Zpěv: Roger Hodgson

### Druhá strana
1. „My Kind of Lady“ (Davies) – 5:15
  - Zpěv: Rick Davies
2. „C'est le Bon“ (Hodgson) – 5:32
  - Zpěv: Roger Hodgson
3. „Waiting So Long“ (Davies) – 6:35
  - Zpěv: Rick Davies
4. „Don't Leave Me Now“ (Hodgson) – 6:24
  - Zpěv: Roger Hodgson

## Obsazení
- Rick Davies – klávesové nástroje, Zpěv a doprovodné vokály, sólo na melodicu v písni „It's Raining Again“, harmonica v písni „Don't Leave Me Now“
- John Helliwell – saxofon, klarinet, klávesové nástroje, doprovodné vokály
- Roger Hodgson – kytary, klávesové nástroje, zpěv a doprovodné vokály
- Bob Siebenberg – bicí
- Dougie Thomson – baskytara, doprovodné vokály

### Další obsazení
- Claire Diament – doprovodný zpěv v písni „Don't Leave Me Now“
- Ann Wilson – doprovodný zpěv v písni „Put On Your Old Brown Shoes“ a „C'est Le Bon“
- Nancy Wilson – doprovodný zpěv v písni „Put On Your Old Brown Shoes“ a „C'est Le Bon“

### Produkce
- Producenti: Peter Henderson, Russel Pope, Supertramp
- Zvukový inženýr: Peter Henderson
- Asistent zvukového inženýra: Norman Hall
- Mastering původního vydání: Doug Sax, Mike Reese
- Mastering CD remasteru 2002: Greg Calbi, Jay Messina
- Koncertní zvuk: Russel Pope
- Technik: Bud Wyatt
- Smyčcová aranžmá: Richard Hewson
- Koncepce obalu alba: Mike Doud, Norman Moore
- Design: Mike Doud, Norman Moore
- Fotografie: Jules Bates, Tom Gibson

## Umístění
| Rok  | Tabulka    | Pozice |
| ---- | ---------- | ------ |
| 1982 | Pop Albums | 5      |

| Rok  | Singl                | Tabulka            | Pozice |
| ---- | -------------------- | ------------------ | ------ |
| 1982 | „Crazy“              | Mainstream Rock    | 10     |
| 1982 | „Don't Leave Me Now“ | Mainstream Rock    | 32     |
| 1982 | „It's Raining Again“ | Adult Contemporary | 5      |
| 1982 | „It's Raining Again“ | Mainstream Rock    | 7      |
| 1982 | „It's Raining Again“ | Pop Singles        | 11     |
| 1982 | „Waiting So Long“    | Mainstream Rock    | 30     |
| 1983 | „My Kind of Lady“    | Adult Contemporary | 16     |
| 1983 | „My Kind of Lady“    | Pop Singles        | 31     |